# Ordre des technologues professionnels du Québec
 (février 2021).
Si vous disposez d'ouvrages ou d'articles de référence ou si vous connaissez des sites web de qualité traitant du thème abordé ici, merci de compléter l'article en donnant les références utiles à sa vérifiabilité et en les liant à la section « Notes et références ».
L'Ordre des technologues professionnels du Québec (OTPQ) a été reconnu en tant qu’ordre professionnel en 1980, mais son origine est beaucoup plus ancienne. L’OTPQ est un ordre professionnel à titre réservé créé par le gouvernement du Québec afin d’assurer la protection du public en régissant l’exercice de la profession de technologue. Il regroupe près de 4000 membres représentant 60 disciplines dans les technologies des sciences appliquées du Québec.